# Audic Mota
Audic Cavalcante Mota Dias (Tauá, 30 de outubro de 1982) é um advogado e político brasileiro.
Em sua formação acadêmica, é Graduado pela Faculdade de Direito da Universidade Federal do Ceará (UFC - 2013), tendo sido, à época, o formando mais jovem da história da instituição. 
É mestre pela Universidade de Fortaleza (UNIFOR - 2023), bem como Doutorando em Ciências Sociais e Políticas, pela Universidade de Lisboa, Portugal (ISCSP - em curso) e Doutorando em Direito Constitucional pela Universidade de Fortaleza (UNIFOR - em curso). Sendo também é pós-graduado em Direito Administrativo, Eleitoral e Tributário. 
Atualmente é Advogado no Escritório Cavalcante Mota Associados, onde figura como sócio proprietário. Como profissional, atua na área do Direito Público, tendo exercido os cargos de procurador Adjunto do Município de Tauá; assessor Jurídico da Presidência da Assembleia Legislativa do Estado do Ceará, além da prestação de serviços de assessoria jurídica em vários municípios cearenses. 
Audic Mota fez parte de três das 18 Comissões da OAB/CE: Constituição, Justiça e Redação; Fiscalização e Controle; Viação, Transporte e Desenvolvimento Urbano. Na entidade, também, presidiu o Conselho de Ética e o Tribunal de Ética e Disciplina. 
Quanto à sua carreira política, foi Vereador do Município de Tauá/CE pelo PMDB, eleito em 2008 e reeleito em 2012, presidindo a Câmara Municipal, cuja gestão se realçou pelo maior número de projetos de leis já aprovados.
Foi Presidente da União dos Vereadores do Ceará de 2013 a 2014 e Secretário Geral da Associação dos Jovens Advogados do Ceará - AJA. Ademais, foi Presidente do Conselho de Ética da Assembleia Legislativa do Estado do Ceará, bem como foi Presidente da Comissão de Reforma e Atualização do Regimento Interno da Alece e membro da Comissão Especial de Desenvolvimento das Regiões de Planejamento. 
Também exerceu o cargo público de Deputado Estadual (Ceará) pelo PMDB, eleito em 2014 e reeleito em 2018 pelo PSB. Registra-se que em 2016 foi eleito Primeiro Secretário da Mesa Diretora da Assembleia Legislativa do Ceará, cargo de notória função político-administrativa, que tem responsabilidades sobre toda a rotina gerencial na Casa. E em 2023, atuou no Governo do Estado como Assessor Especial de Desenvolvimento Regional da Casa Civil. 
Atualmente, encontra-se como Deputado Estadual Suplente (Ceará), pelo MDB (desde 2022).